# مالكولم هيلي
مالكولم هيلي (بالإنجليزية: Malcolm Healey)‏ هو شخصية أعمال بريطاني، ولد في يونيو 1944.